# Gøs
Gøs er søfartsudtrykket for det flag, som hejses på gøsstagen i stævnen af et orlogsfartøj. Gøsen hejses, når skibet ikke er "let", dvs. ligger ved kaj eller ligger for anker.
Den danske gøs er en mindre udgave af orlogsflaget.
- Algeriet
- Argentina
- Australien
- Belgien
- Bolivia
- Brasilien
- Bulgarien
- Chile
- Colombia
- Cuba
- Cypern
- Danmark
- Den Dominikanske Republik
- Ecuador
- Estland
- Finland
- Grækenland
- Holland
- Indonesien
- Irland
- Italien
- Kroatien
- Letland
- Litauen
- Malta
- Marokko
- Mexico
- Montenegro
- Norge
- Pakistan
- Paraguay
- Peru
- Polen
- Portugal
- Rumænien
- Rusland
- Saudi-Arabien
- Slovenien
- Spanien
- Storbritannien
- Sydkorea
- Thailand
- Ukraine
- Uruguay
- USA
- Venezuela